# Сербська національна ідентичність

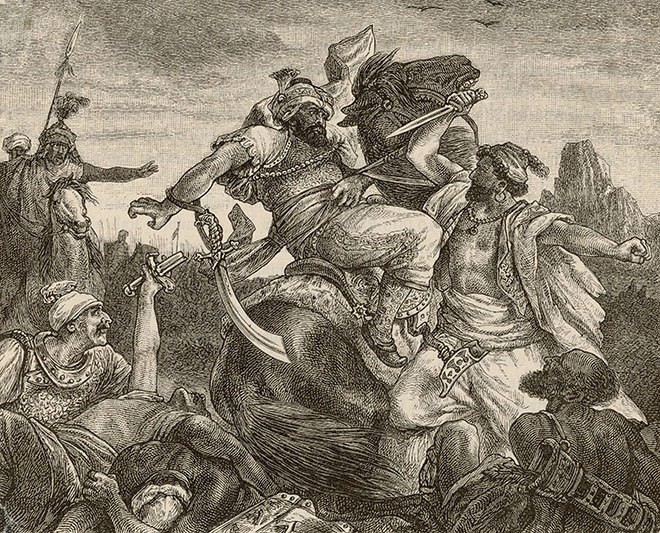
Національний міф - пожертва заради Батьківщини. Милош Обилич убиває Мурада І

Сербська національна ідентичність – сукупність етноцентричних маркерів, стереотипів і упереджень, характерних для значної частини сербського народу. Як і у будь-якого іншого сучасного етносу у сербській ідентичності можна виділити два рівні. Низовий рівень пов'язаний із традиціями побутово-обивательського мислення, що склалися в народному середовищі історично. Крім нього існує практика культивації певних національних шаблонів на рівні політичної еліти та близьких до неї кіл інтелігенції.
Національну ідентичність сербів традиційно характеризують три основні мотиви: релігійно-ціннісний, власне національний та історичний, пов'язаний, насамперед з так званим косовським міфом.

## Православ’я
Православна віра здавна була етнічним маркером для сербів. Наприкінці ХІХ ст. національна і релігійна належність були синонімами, одне витікало з іншого. Австрійські серби, що прийняли католицтво, не сприймалися як серби.
В умовах Балканського півострова, коли надзвичайно близькі за мовою і походженням народи, сприйняли протилежні зовнішні культурні впливи, що потім стало антагонізуючим фактором, саме релігія стала цементувати власну етнокультурну ідентифікацію. Нині серб може не розбиратися в тонкощах православного віровчення, але він чітко дистанціюється від «західників» (хорватів і словенців) та орієнталізованих боснійців-мусульман. Міжнаціональні конфлікти 1990-х, що точилися між людьми, що фактично говорили однією мовою, у своїй масі відвернули молоде покоління сербів від «югославського космополітизму», що панував тут при Тіто. 
Після бомбардування Югославії силами НАТО у сербському суспільстві значно посилилися антизахідні настрої. Західна культура часто сприймається як порожня і бездуховна. Сербія ж, особливо на зорі 2000-х уявлялась як страждалець за віру. Зустрічається думка, що всі нинішні негаразди сербського суспільства пояснюються відходом від «істинної віри» й надмірним захопленням споживацтвом і лібералізмом. Проте перевага візантійської традиції уживається з визнанням досягнень західної цивілізації. 
Благом вважається патріархальний уклад життя сільських мешканців, що є здоровим як у фізичному, так і в моральному плані і протиставляється міській вестернізованій індиферентності. Ретрадиціоналізм і псевдоклерикалізм стали помітними тенденціями в сучасному суспільному житті Сербії. 

## «Сербіанізм»
Внаслідок ряду історичних передумов наразі існує сербський світський націоналізм. Сербська національна свідомість визначає свою націю як "етнічно чисту" за своїми коренями. Існування за середніх віків Першого Сербського королівства, яке охоплювало велику територію і де-факто домінувало в центральній частині Балканського півострова, у новітній час – Королівства Сербів, Хорватів та Словенців, де серби були фактично державоутворюючою нацією (в певній мірі це стосується і СФРЮ), стали ідеологічним підґрунтям ідей «Великої Сербії». 
Серед політично активних сербів виділяється група «сербіаністів», що доводять необхідність асиміляції всіх етнокультурних меншин, та «югославів», що наголошують на неприпустимості етнічного домінування. В літературі можна зустріти думку, що в періоди загострення зовнішнього протистояння та воєн прокидається «героїчний сербіанізм», спартанство та месіанство, в мирні періоди серби трансформуються в «югославів». 
Національні характеристики сербів, відмічені іноземцями – непокора і впертість, добродушність і наївність, прив’язаність до дому, що уживається з грубістю.

## Роль косовського міфу
Складно переоцінити значення косовського синдрому як для пересічного серба, так і для політичної еліти країни. В Сербії існує цілий ряд різних розумінь і використань терміна «Косово». Косово називають священним місцем, древнім історичним, культурним і релігійним ядром Сербії. Поняття Косово носить ірраціональні риси. Косово – географічне поняття, історична біль поразки, трансцендентальне серце Сербії
Пам'ять про боротьбу з турками та убивство Мурада І на Косовому полі трансформувалися в умовах австрійської окупації в антизахідну риторику, в ХХІ ст. – в антиамериканізм. Образ Мілоша Обилича ніби реінкарнувався в Гаврилі Принципі. У 2000 році Слободана Милошевича порівнювали з князем Лазарем, що загинув у 1389 році

## Росія і сербська ідентичність
З часів російсько-турецьких воєн Росія в Сербії сприймалась як заступник і єдиновірний союзник. Події останніх трьох десятків років, а також спільна позиція по багатьох зовнішньополітичних питаннях тільки зміцнили це уявлення. Так, президент Сербії Олександр Вучич запевнив Володимира Путіна, що при жодних обставинах не буде приєднуватися до антиросійських санкцій. 